# Bruno Ondo Mengue
Bruno Esono Ondo Mengue (Madrid, 14 aprile 1992) è un cestista italiano con cittadinanza equatoguineana.